# Lorne Carr-Harris
Lorne Howland Carr-Harris (Kanada, Ontario, Kingston, 1899. december 15. – Kanada, Ontario, Williamstown, 1981. április 7.) kanadai-brit olimpiai bronzérmes jégkorongozó kapus.

## Élete
Kanadában született. A brit jégkorong-válogatottba angol származása miatt került be (apja volt angol) és lakhelye miatt is. A hadsereg csapata volt a válogatott és ő volt a kapus. Az 1924. évi téli olimpiai játékok részt vett a jégkorongtornán. Minden mérkőzésen védett és csak a kanadaiakól és az amerikaiaktól kaptak ki, de tőlük súlyos vereség volt a végeredmény. Az olimpián bronzérmesek lettek.
Testvére, Brian Carr-Harris játszott az 1931-es jégkorong-világbajnokságon a brit csapatban, míg fia, John Carr-Harris profi jégkorongozó volt az American Hockey League-es Washington Lionsban.